# New in Paradise
New in Paradise (Originaltitel: Bunheads) ist eine US-amerikanische Fernsehserie, die von 2012 bis 2013 auf ABC Family ausgestrahlt wurde.

## Handlung
Das ehemalige Las-Vegas-Showgirl Michelle Simms heiratet aus einer Laune heraus ihren wohlhabenden und hartnäckigen Verehrer Hubbell. Zusammen ziehen sie in dessen Heimatstadt, die fiktive Küstenstadt Paradise, Kalifornien. Dort bekommt sie einen Job als Tanzlehrerin in der Tanzschule ihrer Schwiegermutter Fanny. Schnell freundet sie sich mit ihren Ballettschülerinnen an.

## Produktion
Im September 2010 bestellte der Sender ein Drehbuch von Amy Sherman-Palladino zu dem Pilotfilm Strut. Da man jedoch keine geeignete Darstellerin für die Hauptrolle fand, legte man den Pilotfilm auf Eis. Ein Jahr später bestellte man erneut das Projekt von Sherman-Palladino, jedoch mit einer etwas anderen Ausrichtung. Im Oktober 2011 gab man bekannt, dass Sutton Foster die Hauptrolle bekommen hat.
Im Februar 2012 bestellte man zehn Episoden der Serie, die Mitte August um weitere acht Episoden aufgestockt wurde. Nach 18 Episoden gab man am 22. Juli 2013 die Einstellung der Serie bekannt, nachdem deren Zukunft sehr lange in der Schwebe gehangen hatte.
Der Originaltitel Bunheads leitet sich von dem englischen Wort für Dutt (englisch: bun) ab.

## Besetzung und Synchronisation
Die deutsche Synchronisation entsteht bei der Synchronfirma SDI Media Germany GmbH in Berlin.

### Hauptbesetzung
| Schauspieler         | Rolle                     | Synchronsprecher    |
| -------------------- | ------------------------- | ------------------- |
| Sutton Foster        | Michelle Simms            | Ghadah Al-Akel      |
| Kaitlyn Jenkins      | Bettina „Boo“ Jordan      | Marie-Luise Schramm |
| Julia Goldani Telles | Sasha Torres              | Giuliana Jakobeit   |
| Bailey Buntain       | Virginia „Ginny“ Thompson | Magdalena Turba     |
| Emma Dumont          | Melanie „Mel“ Segal       | Esra Vural          |

### Nebenbesetzung
| Schauspieler      | Rolle         | Folgen | Synchronsprecher |
| ----------------- | ------------- | ------ | ---------------- |
| Kelly Bishop      | Fanny Flowers | 1–18   | Isabella Grothe  |
| Stacey Oristano   | Truly Stone   | 1–18   |                  |
| Matisse Love      | Matisse       | 2–18   |                  |
| Paul James Jordan | Dez           | 3–17   | Amadeus Strobl   |
| Nathan Parsons    | Godot         | 5–18   |                  |
| Antony Del Rio    | Jeff Tobey    | 5–17   |                  |
| Kent Boyd         | Jordan        | 8–14   | Michael Ernst    |
| Garrett Coffey    | Roman         | 10–18  | Jesco Wirthgen   |
| Liza Weil         | Milly Stone   | 12–18  |                  |

## Ausstrahlung

### Vereinigte Staaten
Die erste Staffel wurde zweigeteilt zwischen dem 11. Juni 2012 und dem 25. Februar 2013 auf ABC Family ausgestrahlt. Dabei liefen zunächst zehn Episoden im Sommer 2012 und die letzten acht Episoden Anfang 2013.

### Deutschland
Für Deutschland hat sich der frei empfangbare Disney Channel die Ausstrahlung gesichert. Die erste Folge wurde als Preview am 19. Januar 2014 im Anschluss an Gilmore Girls gezeigt, bevor sie ab dem 21. Januar 2014 auf ihren regulären Sendeplatz am Dienstag wechselte.

## Episodenliste
| Nr. | Deutscher Titel                         | Originaltitel                         | Erstausstrahlung USA | Deutschsprachige Erstausstrahlung (D) | Regie                 | Drehbuch                                                        |
| --- | --------------------------------------- | ------------------------------------- | -------------------- | ------------------------------------- | --------------------- | --------------------------------------------------------------- |
| 1   | Neubeginn                               | Pilot                                 | 11. Juni 2012        | 19. Jan. 2014                         | Amy Sherman-Palladino | Amy Sherman-Palladino Idee: Lamar Damon & Amy Sherman-Palladino |
| 2   | Für Fanny                               | For Fanny                             | 18. Juni 2012        | 28. Jan. 2014                         | Amy Sherman-Palladino | Amy Sherman-Palladino                                           |
| 3   | Unverhofftes Erbe                       | Inherit the Wind                      | 25. Juni 2012        | 4. Feb. 2014                          | Kenny Ortega          | Sarah Dunn                                                      |
| 4   | Auf ein Neues!                          | Better Luck Next Year                 | 9. Juli 2012         | 11. Feb. 2014                         | Daniel Palladino      | Daniel Palladino                                                |
| 5   | Ohne Moos nichts los                    | Money for Nothing                     | 16. Juli 2012        | 18. Feb. 2014                         | Elodie Keene          | Amy Welsh                                                       |
| 6   | Michelles Geburtstag                    | Movie Truck                           | 23. Juli 2012        | 25. Feb. 2014                         | Jamie Babbit          | Amy Sherman-Palladino & Beth Schacter                           |
| 7   | Ein Problem kommt selten allein         | What’s Your Damage, Heather           | 30. Juli 2012        | 4. März 2014                          | Jackson Douglas       | Grant Levy, Dominik Rothbard & Amy Sherman-Palladino            |
| 8   | Der Theaterbesuch                       | Blank Up, It’s Time                   | 6. Aug. 2012         | 11. März 2014                         | Daniel Palladino      | Daniel Palladino                                                |
| 9   | Was wir wollen und was wir kriegen      | No One Takes Khaleesi’s Dragons       | 13. Aug. 2012        | 18. März 2014                         | David Paymer          | Sheila Lawrence                                                 |
| 10  | Der Nussknacker in Paradise             | A Nutcracker in Paradise              | 20. Aug. 2012        | 25. März 2014                         | Amy Sherman-Palladino | Amy Sherman-Palladino                                           |
| 11  | Neue Aufgaben                           | You Wanna See Something?              | 7. Jan. 2013         | 1. Apr. 2014                          | Amy Sherman-Palladino | Amy Sherman-Palladino                                           |
| 12  | Überraschung für Michelle               | Channing Tatum Is a Fine Actor        | 14. Jan. 2013        | 8. Apr. 2014                          | Daniel Palladino      | Daniel Palladino                                                |
| 13  | Die Vergangenheit holt jeden ein        | I’ll Be Your Meyer Lansky             | 21. Jan. 2013        | 15. Apr. 2014                         | Jackson Douglas       | Beth Schacter                                                   |
| 14  | Unerwarteter Besuch                     | The Astronaut and the Ballerina       | 28. Jan. 2013        | 22. Apr. 2014                         | Daniel Palladino      | Amy Sherman-Palladino & Daniel Palladino                        |
| 15  | Die Einweihungsparty                    | Take the Vicuna                       | 4. Feb. 2013         | 29. Apr. 2014                         | Chris Eigeman         | Sheila Lawrence                                                 |
| 16  | Nichts ist schlimmer als ein Hosenanzug | There’s Nothing Worse Than a Pantsuit | 11. Feb. 2013        | 6. Mai 2014                           | David Paymer          | Grant Levy & Dominik Rothbard                                   |
| 17  | Es kommt immer anders, als man denkt    | It’s Not a Mint                       | 18. Feb. 2013        | 6. Mai 2014                           | Daniel Palladino      | Daniel Palladino                                                |
| 18  | Das Vortanzen                           | Next!                                 | 25. Feb. 2013        | 13. Mai 2014                          | Amy Sherman-Palladino | Amy Sherman-Palladino                                           |